# Pantherophis gloydi
Pantherophis gloydi е вид змия от семейство Смокообразни (Colubridae). Видът е почти застрашен от изчезване.

## Разпространение
Разпространен е в Канада и САЩ.